# Lijst van de leden van de Hoge Raad voor de Justitie (2016-2020)
Dit artikel geeft een lijst van de leden van de Hoge Raad voor de Justitie en hun opvolgers, voor de periode 2016–2020.

## Nederlandstalig college

### Magistraten
Werden verkozen als lid:
1. Christian Denoyelle, Rechter in de familie- en jeugdrechtbank in de rechtbank van eerste aanleg te Antwerpen
2. Liliana Briers, Advocaat-generaal bij het hof van beroep te Brussel
3. Filip Claes, Advocaat-generaal bij het hof van beroep te Antwerpen
4. Katrien Demeestere, Rechter in de rechtbank van eerste aanleg West-Vlaanderen
5. Lucia Dreser, Rechter in de familie- en jeugdrechtbank in de rechtbank van eerste aanleg West-Vlaanderen
6. Inge T’Hooft, Advocaat-generaal bij het hof van beroep te Gent
7. Hans Van Espen, Substituut-procureur des Konings bij het parket te Leuven
8. Rudy Verbeke, Vrederechter van het kanton Meise
9. Carl Bergen, Substituut procureur-generaal bij het hof van beroep te Gent
10. Kristine Hänsch, Rechter in de Nederlandstalige politierechtbank te Brussel
11. Bruno Lietaert, Raadsheer in het arbeidshof te Gent

Hebben de hoedanigheid van opvolger (art. 259bis -2, § 4 Ger.W.):

### Niet-Magistraten
Werden verkozen verklaard tot lid:
1. Joris Lagrou, Advocaat
2. Fritz Horemans, Juridisch adviseur-expert mede-eigendom
3. Frank Judo, Advocaat
4. Pascale Lauwereys, Advocate
5. Piet Taelman, Hoogleraar aan de UGent
6. Karen Van den Driessche, Advocate
7. Nick Peeters, Advocaat
8. Frank Franceus, Directeur van de Dienst enquêtes van het Vast Comité van toezicht op de inlichtingen- en Veiligheidsdiensten
9. Hilde Melotte, Advocate
10. Aube Wirtgen, Docente aan de VUB en advocate
11. Dirk Van Dale, Hoogleraar aan de KU Leuven

Hebben de hoedanigheid van opvolger (art. 259bis -2, § 4 Ger.W.):

## Franstalig college

### Magistraten
Werden verkozen als lid:
1. Magali Clavie, Rechter in de strafuitvoeringsrechtbank voor het ressort van het hof van beroep te Brussel
2. Annick Baudri, Ondervoorzitter van de Franstalige rechtbank van eerste aanleg te Brussel
3. Olivier Delmarche, Kamervoorzitter in het hof van beroep Bergen
4. Jean-Michel Demarche, Afdelingsauditeur bij het arbeidsauditoraat te Luik
5. Xavier Ghuysen, Vrederechter van het eerste kanton Luik
6. Ingrid Godart, Substituut procureur-generaal bij het hof van beroep te Bergen
7. Philippe Meire, Federaal magistraat bij het federaal parket
8. Pascale Schils, Advocaat-generaal bij het hof van beroep te Luik
9. Isabelle Collard, Rechter in de rechtbank van eerste aanleg te Luik
10. Marc-Antoine Poncelet, Substituut-procureur des Konings bij het parket te Namen
11. Thierry Werquin, Advocaat-generaal bij het Hof van Cassatie

Hebben de hoedanigheid van opvolger (art. 259bis -2, § 4 Ger.W.):

### Niet-Magistraten
Werden verkozen verklaard tot lid:
1. Vanessa de Francquen, Advocate
2. Philippe Boxho, Dokter in de geneeskunde en hoogleraar aan de ULg
3. Stéphane Davreux, Adjunct-directeur-generaal van de justitiehuizen van de Federatie Wallonië-Brussel
4. Catherine Delforge, Hoogleraar aan de Université Saint-Louis te Brussel
5. Sandrine Hublau, Advocate
6. Eric Lemmens, Advocaat
7. Pierre Nicaise, Notaris
8. Christian Behrendt, Hoogleraar aan de ULg
9. Jean Bourtembourg, Advocaat en lector aan de UCL-Mons
10. Catherine Culot, Maatschappelijk werkster
11. Frédéric Ureel, Advocaat

Hebben de hoedanigheid van opvolger (art. 259bis -2, § 4 Ger.W.):